# Persone di nome Eduardo
| Questa pagina contiene informazioni ricavate automaticamente dalle voci biografiche con l'ausilio del template Bio e di un bot. L'aggiornamento è periodico e automatico e ricostruisce completamente la pagina. Se manca una persona in questa lista, sei pregato di non aggiungerla, ma accertati piuttosto che la sua voce biografica contenga il template Bio e che i dati anagrafici siano correttamente compilati. Se il template Bio manca, inseriscilo tu stesso o, in alternativa, metti l'avviso {{tmp\|Bio}} che ne segnala la mancanza. Se i dati riportati sono sbagliati, correggi direttamente la voce biografica; le modifiche saranno visibili in questa lista entro pochi giorni. Per chiarimenti vedi il progetto antroponimi. La lista contiene solo le 396 persone che sono citate nell'enciclopedia e per le quali è stato implementato correttamente il template Bio. Pagina aggiornata al 22 lug 2025. |

Questa è una lista di persone presenti nell'enciclopedia che hanno il nome Eduardo, suddivise per attività principale.

## Allenatori di calcio(21)
- Eduardo Acevedo, allenatore di calcio e ex calciatore uruguaiano (Montevideo, n. 1959)
- Eduardo Amorim, allenatore di calcio e ex calciatore brasiliano (Montes Claros, n. 1950)
- Eduardo Antunes Coimbra, allenatore di calcio e ex calciatore brasiliano (Rio de Janeiro, n. 1947)
- Eduardo Angel Barbero, allenatore di calcio e ex calciatore argentino (Córdoba, n. 1963)
- Eduardo Barroca, allenatore di calcio brasiliano (Rio de Janeiro, n. 1982)
- Eduardo Berizzo, allenatore di calcio e ex calciatore argentino (Cruz Alta, n. 1969)
- Eduardo Borrero, allenatore di calcio colombiano (n. 1964)
- Eduardo Coudet, allenatore di calcio e ex calciatore argentino (Buenos Aires, n. 1974)
- Eduardo Di Loreto, allenatore di calcio e calciatore argentino (Villa Mugueta, n. 1929 - Argentina, † 2010)
- Eduardo Domínguez, allenatore di calcio e ex calciatore argentino (Lanús, n. 1978)
- Eduardo Baptista, allenatore di calcio e ex calciatore brasiliano (Campinas, n. 1970)
- Eduardo Luís, allenatore di calcio e ex calciatore portoghese (Loures, n. 1955)
- Eduardo dos Reis Carvalho, allenatore di calcio e ex calciatore portoghese (Mirandela, n. 1982)
- Eduardo Lara, allenatore di calcio colombiano (Pradera, n. 1959)
- Eduardo Lobos, allenatore di calcio e ex calciatore cileno (Curicó, n. 1981)
- Eduardo Niño, allenatore di calcio e ex calciatore colombiano (Bogotà, n. 1967)
- Eduardo Ordóñez, allenatore di calcio e calciatore portoricano (San Juan, n. 1908 - San Juan, † 1969)
- Eduardo Pereira, allenatore di calcio e ex calciatore est-timorese (Dili, n. 1972)
- Eduardo Sebrango, allenatore di calcio e ex calciatore cubano (Sancti Spíritus, n. 1973)
- Eduardo Villegas, allenatore di calcio e ex calciatore boliviano (Cochabamba, n. 1964)
- Nelo Vingada, allenatore di calcio e ex calciatore portoghese (Serpa, n. 1953)

## Allenatori di calcio a 5(3)
- Eduardo São Thiago Lentz, allenatore di calcio a 5 e ex giocatore di calcio a 5 brasiliano (Florianópolis, n. 1969)
- Eduardo García Belda, allenatore di calcio a 5 e ex giocatore di calcio a 5 spagnolo (Valencia, n. 1955)
- Eduardo Valdez Basso, allenatore di calcio a 5 e ex giocatore di calcio a 5 brasiliano (Porto Alegre, n. 1961)

## Allenatori di hockey su pista(1)
- Eduardo Castro, allenatore di hockey su pista spagnolo (Vigo, n. 1966)

## Allenatori di pallamano(1)
- Eduardo Gallardo, allenatore di pallamano argentino (n. 1969)

## Allenatori di tennis(1)
- Eduardo Schwank, allenatore di tennis e ex tennista argentino (Rosario, n. 1986)

## Antropologi(1)
- Eduardo Viveiros de Castro, antropologo brasiliano (Rio de Janeiro, n. 1951)

## Arbitri di calcio(2)
- Eduardo Forte, arbitro di calcio argentino
- Eduardo Iturralde González, ex arbitro di calcio spagnolo (Arrankudiaga, n. 1967)

## Archeologi(1)
- Eduardo Matos Moctezuma, archeologo messicano (n. 1940)

## Architetti(3)
- Eduardo Adaro Magro, architetto spagnolo (Gijón, n. 1848 - Madrid, † 1906)
- Eduardo Souto de Moura, architetto portoghese (Porto, n. 1952)
- Eduardo Vittoria, architetto e designer italiano (Napoli, n. 1923 - † 2009)

## Arcivescovi cattolici(3)
- Eduardo José Castillo Pino, arcivescovo cattolico ecuadoriano (Guayaquil, n. 1970)
- Eduardo Eliseo Martín, arcivescovo cattolico argentino (Venado Tuerto, n. 1953)
- Eduardo Vicente Mirás, arcivescovo cattolico argentino (Buenos Aires, n. 1929 - Rosario, † 2022)

## Artisti(3)
- Eduardo Kingman, artista ecuadoriano (Loja, n. 1913 - Quito, † 1997)
- Eduardo Kobra, artista e pittore brasiliano (San Paolo del Brasile, n. 1975)
- Eduardo Ramírez Villamizar, artista colombiano (Pamplona, n. 1923 - Bogotà, † 2004)

## Artisti marziali misti(1)
- Eduardo Dantas, artista marziale misto brasiliano (Rio de Janeiro, n. 1989)

## Attori(24)
- Kuno Becker, attore messicano (Città del Messico, n. 1978)
- Eduardo Blanco, attore argentino (Buenos Aires, n. 1958)
- Eduardo Calvo, attore e doppiatore spagnolo (Madrid, n. 1918 - Madrid, † 1992)
- Eduardo Capetillo, attore e cantante messicano (Città del Messico, n. 1970)
- Eduardo Casanova, attore, regista e sceneggiatore spagnolo (Madrid, n. 1991)
- Eduardo Ciannelli, attore e baritono italiano (Lacco Ameno, n. 1888 - Roma, † 1969)
- Eduardo Espinilla, attore spagnolo (Madrid, n. 1991)
- Eduardo Fajardo, attore e doppiatore spagnolo (Meis, n. 1924 - Città del Messico, † 2019)
- Eduardo Franco, attore e comico statunitense (Yuma, n. 1994)
- Eddie Garcia, attore e regista filippino (Sorsogon, n. 1929 - Makati, † 2019)
- Eduardo MacGregor, attore spagnolo (Madrid, n. 1930 - Città del Messico, † 2018)
- Eduardo Moscovis, attore brasiliano (Rio de Janeiro, n. 1968)
- Eduardo Noriega, attore spagnolo (Santander, n. 1973)
- Eduardo Notari, attore italiano (Napoli, n. 1903 - Brescello, † 1986)
- Eduardo Palomo, attore e cantante messicano (Città del Messico, n. 1962 - Los Angeles, † 2003)
- Eduardo Passarelli, attore italiano (Napoli, n. 1903 - Napoli, † 1968)
- Eduardo Pérez Martínez, attore colombiano (Medellín, n. 1992)
- Eduardo Santamarina, attore messicano (Veracruz, n. 1968)
- Eduardo Scarpetta, attore e commediografo italiano (Napoli, n. 1853 - Napoli, † 1925)
- Eduardo Scarpetta, attore italiano (Napoli, n. 1993)
- Eduardo Tartaglia, attore, commediografo e regista italiano (Salerno, n. 1964)
- Eduardo Valdarnini, attore italiano (Dreux, n. 1991)
- Eduardo Velasco, attore spagnolo (Santa Coloma de Gramenet, n. 1968)
- Eduardo Yáñez, attore messicano (Città del Messico, n. 1960)

## Avvocati(5)
- Eduardo Di Giovanni, avvocato e politico italiano (Siracusa, n. 1875 - Roma, † 1979)
- Eduardo Duhalde, avvocato e politico argentino (Lomas de Zamora, n. 1941)
- Eduardo Frei Montalva, avvocato e politico cileno (Santiago del Cile, n. 1911 - Santiago del Cile, † 1982)
- Eduardo Rodríguez Larreta, avvocato, giornalista e politico uruguaiano (n. 1888 - † 1973)
- Eduardo Bolsonaro, avvocato e politico brasiliano (Resende, n. 1984)

## Botanici(1)
- Eduardo Ladislao Holmberg, botanico, zoologo e geologo argentino (Buenos Aires, n. 1852 - Buenos Aires, † 1937)

## Canottieri(2)
- Eduardo Guerrero, canottiere argentino (Salto, n. 1928 - Buenos Aires, † 2015)
- Eduardo Risso, canottiere uruguaiano (Montevideo, n. 1925 - Montevideo, † 1986)

## Cantanti(6)
- Eddy Napoli, cantante italiano (Roma, n. 1957)
- Eduardo Dussek, cantante, pianista e attore brasiliano (Rio de Janeiro, n. 1954)
- Eduardo Falaschi, cantante e musicista brasiliano (San Paolo, n. 1972)
- Ed Motta, cantante, compositore e produttore discografico brasiliano (Rio de Janeiro, n. 1971)
- Eduardo Nascimento, cantante angolano (Luanda, n. 1943 - Lisbona, † 2019)
- Supla, cantante, attore e showman brasiliano (San Paolo, n. 1966)

## Cantautori(2)
- Eduardo De Crescenzo, cantautore e musicista italiano (Napoli, n. 1951)
- Eduardo Waghorn, cantautore, musicista e compositore cileno (Santiago del Cile, n. 1966)

## Cardinali(2)
- Eduardo Martínez Somalo, cardinale e arcivescovo cattolico spagnolo (Baños de Río Tobía, n. 1927 - Città del Vaticano, † 2021)
- Eduardo Francisco Pironio, cardinale e arcivescovo cattolico argentino (Nueve de Julio, n. 1920 - Città del Vaticano, † 1998)

## Cestisti(28)
- Eduardo Airaldi Rivarola, cestista, allenatore di pallacanestro e arbitro di pallacanestro peruviano (Callao, n. 1922 - † 1992)
- Eddie Álvarez, ex cestista portoricano (n. 1930)
- Eduardo Archibold, cestista panamense (Panama, n. 1987)
- Eduardo Benítez, cestista argentino († 2018)
- Eduardo Cadillac, ex cestista argentino (n. 1953)
- Eduardo Cordero, cestista cileno (Iquique, n. 1921 - Valparaíso, † 1991)
- Ed Cota, ex cestista statunitense (Los Angeles, n. 1976)
- Eduardo Decena, cestista filippino (Manila, n. 1926 - Manila, † 2002)
- Eduardo Dominé, ex cestista argentino (Buenos Aires, n. 1968)
- Eduardo Magalhães Machado, cestista brasiliano (Rio de Janeiro, n. 1982)
- Edu Durán, cestista spagnolo (Madrid, n. 1991)
- Eduardo Agra, ex cestista brasiliano (Recife, n. 1956)
- Eduardo Fiestas, cestista peruviano (Lambayeque, n. 1925 - Lima, † 1987)
- Eduardo Folle, cestista uruguaiano (Montevideo, n. 1922 - † 1994)
- Eduardo Francisco, cestista angolano (Luanda, n. 2003)
- Eduardo Gómez Quintero, ex cestista dominicano (Santiago de los Caballeros, n. 1951)
- Javier González López, cestista portoricano (Carolina, n. 1989)
- Eduardo Gordon, cestista uruguaiano (Montevideo, n. 1928)
- Eduardo Hernández-Sonseca, ex cestista spagnolo (Madrid, n. 1983)
- Eduardo Isaac, ex cestista panamense (n. 1981)
- Eduardo Kapstein, cestista cileno (Santiago del Cile, n. 1914 - Providencia, † 1997)
- Eduardo Kucharski, cestista e allenatore di pallacanestro spagnolo (L'Hospitalet de Llobregat, n. 1925 - Barcellona, † 2014)
- Eddie Lim, cestista filippino (Jaro, n. 1930 - † 2002)
- Edu Martínez, cestista spagnolo (Logroño, n. 1990)
- Eduardo Mingas, ex cestista angolano (Saurimo, n. 1979)
- Eduardo Nájera, ex cestista e allenatore di pallacanestro messicano (Chihuahua, n. 1976)
- Eddie Pacheco, cestista e calciatore filippino (Manila, n. 1936 - † 2009)
- Eduardo Toro, cestista cileno (n. 1904)

## Chitarristi(6)
- Edu Ardanuy, chitarrista brasiliano (San Paolo, n. 1967)
- Eduardo Caliendo, chitarrista italiano (Napoli, n. 1922 - Napoli, † 1993)
- Eduardo Egüez, chitarrista argentino (Buenos Aires, n. 1959)
- Eduardo Falú, chitarrista e compositore argentino (El Galpón, n. 1923 - Buenos Aires, † 2009)
- Eduardo Fernández, chitarrista uruguaiano (Montevideo, n. 1952)
- Eduardo Sainz de la Maza, chitarrista e compositore spagnolo (Burgos, n. 1903 - Barcellona, † 1982)

## Ciclisti su strada(3)
- Eduardo Chozas, ex ciclista su strada spagnolo (Carabanchel, n. 1960)
- Eduardo Gonzalo, ex ciclista su strada spagnolo (Mataró, n. 1983)
- Eduardo Sepúlveda, ciclista su strada e pistard argentino (Rawson, n. 1991)

## Compositori(6)
- Eduardo Alfieri, compositore italiano (Napoli, n. 1930 - Napoli, † 2000)
- Eduardo Bianco, compositore, violinista e direttore d'orchestra argentino (Rosario, n. 1892 - Buenos Aires, † 1959)
- Eduardo Di Capua, compositore italiano (Napoli, n. 1865 - Napoli, † 1917)
- Duca Leindecker, compositore, cantante e scrittore brasiliano (Porto Alegre, n. 1970)
- Eduardo Falcocchio, compositore italiano (Napoli, n. 1921 - Milano, † 1974)
- Eduardo Aguero Zapata, compositore, pianista e clavicembalista argentino (Viedma, n. 1948 - Roma, † 2008)

## Diplomatici(1)
- Eduardo Propper de Callejón, diplomatico spagnolo (Madrid, n. 1895 - Londra, † 1972)

## Direttori d'orchestra(2)
- Eduardo Marturet, direttore d'orchestra venezuelano (Caracas, n. 1953)
- Eduardo Mata, direttore d'orchestra e compositore messicano (Città del Messico, n. 1942 - Cuernavaca, † 1995)

## Direttori della fotografia(1)
- Eduardo Serra, direttore della fotografia portoghese (Lisbona, n. 1943)

## Dirigenti d'azienda(1)
- Eddy Cue, dirigente d'azienda statunitense (Miami, n. 1964)

## Dirigenti sportivi(3)
- Eduardo Freitas, dirigente sportivo portoghese (Cascais, n. 1961)
- Eduardo César Gaspar, dirigente sportivo e ex calciatore brasiliano (San Paolo, n. 1978)
- Eduardo Macía, dirigente sportivo spagnolo (Siviglia, n. 1974)

## Disegnatori(1)
- Eduardo del Río, disegnatore e scrittore messicano (Zamora de Hidalgo, n. 1934 - Cuernavaca, † 2017)

## Drammaturghi(3)
- Eduardo Asquerino García, drammaturgo, giornalista e politico spagnolo (Barcellona, n. 1826 - Sanlúcar de Barrameda, † 1881)
- Eduardo De Filippo, drammaturgo, attore e regista italiano (Napoli, n. 1900 - Roma, † 1984)
- Eduardo Escalante, commediografo spagnolo (Valencia, n. 1834 - Valencia, † 1895)

## Educatori(1)
- Eduardo Missoni, educatore e medico italiano (Roma, n. 1954)

## Filologi(2)
- Eduardo Blasco Ferrer, filologo e linguista spagnolo (Barcellona, n. 1956 - Bastia, † 2017)
- Eduardo de Almeida Navarro, filologo e lessicografo brasiliano (Fernandópolis, n. 1962)

## Filosofi(1)
- Eduardo Lourenço, filosofo, saggista e critico letterario portoghese (São Pedro de Rio Seco, n. 1923 - Lisbona, † 2020)

## Fisarmonicisti(1)
- Eduardo Arolas, fisarmonicista, compositore e direttore d'orchestra argentino (Buenos Aires, n. 1892 - Parigi, † 1924)

## Fisici(1)
- Eduardo Caianiello, fisico italiano (Napoli, n. 1921 - Napoli, † 1993)

## Fumettisti(2)
- Eddy Barrows, fumettista brasiliano (Belém, n. 1967)
- Eduardo Risso, fumettista argentino (Leones, n. 1959)

## Generali(1)
- Eduardo Lonardi, generale e politico argentino (Buenos Aires, n. 1896 - Buenos Aires, † 1956)

## Giocatori di baseball(4)
- Eduardo Alvarez, giocatore di baseball e ex pattinatore di short track statunitense (Miami, n. 1990)
- Eduardo Escobar, giocatore di baseball venezuelano (Villa de Cura, n. 1989)
- Eduardo Núñez, ex giocatore di baseball dominicano (Santo Domingo, n. 1987)
- Eduardo Rodríguez, giocatore di baseball venezuelano (Valencia, n. 1993)

## Giocatori di calcio a 5(9)
- Eduardo Alano, giocatore di calcio a 5 brasiliano (Jaguaruna, n. 1996)
- Eduardo Borges, giocatore di calcio a 5 brasiliano (n. 1986)
- Eduardo Bragaglia, giocatore di calcio a 5 brasiliano (Chapecó, n. 1985)
- Eduardo Dias, ex giocatore di calcio a 5 brasiliano (San Paolo, n. 1980)
- Eduardo Morgado, giocatore di calcio a 5 brasiliano (San Paolo, n. 1981)
- Eduardo Sánchez, ex giocatore di calcio a 5 spagnolo (n. 1964)
- Eduardo Santamaria, ex giocatore di calcio a 5 argentino (n. 1960)
- Fabián Socorro, ex giocatore di calcio a 5 argentino (n. 1964)
- Eduardo Sousa, giocatore di calcio a 5 portoghese (Mirandela, n. 1996)

## Giocatori di football americano(1)
- Eduardo Murilo Viana, giocatore di football americano brasiliano (Curitiba)

## Giornalisti(1)
- Eduardo Feinmann, giornalista e avvocato argentino (Buenos Aires, n. 1958)

## Giuristi(1)
- Eduardo Cimbali, giurista italiano (Bronte, n. 1862 - Messina, † 1934)

## Hockeisti su prato(1)
- Eduardo Dualde, hockeista su prato spagnolo (Barcellona, n. 1933 - Tortosa, † 1989)

## Illustratori(2)
- Eduardo Teixeira Coelho, illustratore portoghese (Angra do Heroísmo, n. 1919 - Firenze, † 2005)
- Eduardo Ximenes, illustratore e scrittore italiano (Palermo, n. 1852 - Roma, † 1932)

## Imprenditori(8)
- Eduardo Cojuangco Jr., imprenditore e politico filippino (Paniqui, n. 1935 - Taguig, † 2020)
- Eduardo Costantini, imprenditore e economista argentino (Buenos Aires, n. 1946)
- Eduardo Eurnekian, imprenditore argentino (Buenos Aires, n. 1932)
- Eduardo Fiorillo, imprenditore, giornalista e regista italiano (Verona, n. 1959)
- Eduardo Huergo, imprenditore e dirigente sportivo argentino (Buenos Aires, n. 1940)
- Eduardo Montefusco, imprenditore italiano (Napoli, n. 1953)
- Eduardo Saverin, imprenditore brasiliano (San Paolo, n. 1982)
- Eduardo Schaerer, imprenditore e politico paraguaiano (Caazapá, n. 1873 - Buenos Aires, † 1941)

## Ingegneri(3)
- Eduardo Frei Ruiz-Tagle, ingegnere e politico cileno (Santiago del Cile, n. 1942)
- Eduardo Hay, ingegnere, generale e politico messicano (Città del Messico, n. 1877 - Città del Messico, † 1941)
- Eduardo Torroja, ingegnere spagnolo (Madrid, n. 1899 - † 1961)

## Judoka(2)
- Eduardo Barbosa, judoka brasiliano (n. 1991)
- Eduardo Bettoni, judoka brasiliano (n. 1990)

## Lessicografi(1)
- Eduardo Benot, lessicografo e politico spagnolo (Cadice, n. 1822 - Madrid, † 1907)

## Magistrati(2)
- Eduardo Massari, magistrato e giurista italiano (Spinazzola, n. 1874 - Napoli, † 1933)
- Eduardo Piola Caselli, magistrato, giurista e politico italiano (Livorno, n. 1868 - Roma, † 1943)

## Maratoneti(1)
- Eduardo Buenavista, maratoneta, mezzofondista e siepista filippino (General Santos, n. 1978)

## Medici(3)
- Eduardo Boscá, medico e naturalista spagnolo (Valencia, n. 1843 - Valencia, † 1924)
- Eduardo Estrella Aguirre, medico e botanico ecuadoriano (Tabacundo, n. 1941 - Quito, † 1996)
- Eduardo Ortiz de Landázuri, medico e docente spagnolo (Segovia, n. 1910 - Pamplona, † 1985)

## Militari(6)
- Eduardo Baccari, militare, diplomatico e medico italiano (Benevento, n. 1871 - Roma, † 1952)
- Eduardo Bianchini, militare italiano (Napoli, n. 1856 - Adua, † 1896)
- Eduardo Gonzalez Gallarza, militare e aviatore spagnolo (Logroño, n. 1898 - Madrid, † 1986)
- Eduardo Morales Durillo, militare spagnolo (Linares, n. 1892 - Dar Buxada, † 1916)
- Edoardo Negri de Salvi, militare e politico italiano (Vicenza, n. 1847 - † 1937)
- Eduardo Alfredo Olivero, militare e aviatore argentino (Tandil, n. 1896 - Buenos Aires, † 1966)

## Musicisti(3)
- Eduardo Carrasco, musicista, poeta e scrittore cileno (Santiago del Cile, n. 1940)
- Eduardo Cruz, musicista e cantante spagnolo (Madrid, n. 1985)
- Eduardo Rovira, musicista e compositore argentino (n. 1925 - Lanús, † 1980)

## Musicologi(1)
- Eduardo Rescigno, musicologo, scrittore e commediografo italiano (Milano, n. 1931)

## Nuotatori(3)
- Eduardo Barbeiro, nuotatore e pallanuotista portoghese (Olhão, n. 1932 - † 2022)
- Eduardo Fischer, nuotatore brasiliano (Joinville, n. 1980)
- Eduardo Lorente, nuotatore spagnolo (Barcellona, n. 1977)

## Organisti(1)
- Eduardo Bottigliero, organista e compositore italiano (Portici, n. 1864 - Portici, † 1937)

## Pallamanisti(1)
- Eduardo Gurbindo, pallamanista spagnolo (n. 1987)

## Pallanuotisti(1)
- Eduardo Campopiano, pallanuotista italiano (Salerno, n. 1997)

## Pallavolisti(2)
- Eduardo Hernández, pallavolista portoricano (Ponce, n. 1990)
- Eduardo Martínez, ex pallavolista e ex giocatore di beach volley argentino (Necochea, n. 1961)

## Patrioti(1)
- Eduardo Corazzini, patriota italiano (Pieve Santo Stefano, n. 1836 - Pieve Santo Stefano, † 1868)

## Pentatleti(1)
- Eduardo de Medeiros, pentatleta brasiliano (Niterói, n. 1923 - San Paolo, † 2002)

## Pesisti(1)
- Bèto Adriana, pesista, sollevatore e tiratore a segno olandese (Willemstad, n. 1925 - † 1997)

## Piloti motociclistici(1)
- Adu Celso, pilota motociclistico brasiliano (San Paolo, n. 1945 - Juqueí, † 2005)

## Pittori(5)
- Eduardo Arroyo, pittore spagnolo (Madrid, n. 1937 - Madrid, † 2018)
- Eduardo Dalbono, pittore e museologo italiano (Napoli, n. 1841 - Napoli, † 1915)
- Eduardo Chicharro y Agüera, pittore spagnolo (Madrid, n. 1873 - Madrid, † 1949)
- Eduardo de Martino, pittore, ufficiale e marinaio italiano (Meta, n. 1838 - Londra, † 1912)
- Eduardo Rosales, pittore spagnolo (Madrid, n. 1836 - Madrid, † 1873)

## Politici(15)
- Eduardo Bruno, politico italiano (Rose, n. 1951)
- Eduardo Oscar Camaño, politico argentino (Buenos Aires, n. 1946)
- Eduardo da Costa Paes, politico brasiliano (Rio de Janeiro, n. 1969)
- Eduardo Dato Iradier, politico spagnolo (La Coruña, n. 1856 - Madrid, † 1921)
- Eduardo Estrella, politico dominicano (n. 1953)
- Eduardo Ferro Rodrigues, politico portoghese (Lisbona, n. 1949)
- Eduardo Víctor Haedo, politico uruguaiano (Mercedes, n. 1891 - Punta del Este, † 1970)
- Eduardo López de Romaña, politico peruviano (Arequipa, n. 1847 - Yura, † 1912)
- Eduardo Mondlane, politico e rivoluzionario mozambicano (Nwajahani, n. 1920 - Dar es Salaam, † 1969)
- Eduardo Riedel, politico e imprenditore brasiliano (Rio de Janeiro, n. 1969)
- Eduardo Rodríguez Veltzé, politico boliviano (Cochabamba, n. 1956)
- Eduardo Santos, politico, giornalista e avvocato colombiano (Tunja, n. 1888 - Bogotà, † 1974)
- Eduardo Suplicy, politico e economista brasiliano (San Paolo, n. 1941)
- Eduardo Zumpano, politico italiano (Spezzano Piccolo, n. 1898 - † 1954)
- Eduardo de Pedro, politico argentino (Mercedes, n. 1976)

## Psichiatri(1)
- Eduardo Pavlovsky, psichiatra e drammaturgo argentino (Buenos Aires, n. 1933 - Buenos Aires, † 2015)

## Pugili(1)
- Eduardo Escobedo, pugile messicano (Città del Messico, n. 1984)

## Rapper(1)
- MC Babo, rapper messicano (Santa Catarina, n. 1976)

## Registi(3)
- Eduardo Coutinho, regista e giornalista brasiliano (São Paulo, n. 1933 - Rio de Janeiro, † 2014)
- Eduardo Geada, regista, critico cinematografico e saggista portoghese (Lisbona, n. 1945)
- Eduardo Sánchez, regista statunitense (L'Avana, n. 1968)

## Rugbisti a 15(2)
- Gabriel Filizzola, ex rugbista a 15 e allenatore di rugby a 15 italiano (Mendoza, n. 1965)
- Eduardo Simone, ex rugbista a 15 e allenatore di rugby a 15 argentino (Buenos Aires, n. 1974)

## Scacchisti(1)
- Eduardo Iturrizaga, scacchista venezuelano (Caracas, n. 1989)

## Sceneggiatori(2)
- Eduardo de Gregorio, sceneggiatore, regista cinematografico e dialoghista argentino (Buenos Aires, n. 1942 - Parigi, † 2012)
- Eduardo Manzanos Brochero, sceneggiatore e produttore cinematografico spagnolo (Madrid, n. 1919 - Madrid, † 1987)

## Schermidori(3)
- Eduardo Jons, ex schermidore cubano (n. 1950)
- Eduardo Sastre, schermidore argentino (n. 1910)
- Eduardo Sepulveda Puerto, schermidore spagnolo (n. 1973)

## Scrittori(12)
- Eduardo Acevedo Díaz, scrittore uruguaiano (Villa de la Unión, n. 1851 - Buenos Aires, † 1921)
- Eduardo Calvo García, scrittore, sceneggiatore e politico spagnolo (Madrid, n. 1949)
- Eduardo Carletti, scrittore e editore argentino (Buenos Aires, n. 1951)
- Eduardo Galeano, scrittore, giornalista e saggista uruguaiano (Montevideo, n. 1940 - Montevideo, † 2015)
- Eduardo González Viaña, scrittore e giornalista peruviano (Pacasmayo, n. 1941)
- Eduardo Halfon, scrittore guatemalteco (Città del Guatemala, n. 1971)
- Eduardo Lago, scrittore e traduttore spagnolo (Madrid, n. 1954)
- Eduardo Mallea, scrittore e saggista argentino (Bahía Blanca, n. 1903 - Buenos Aires, † 1982)
- Eduardo Marquina, scrittore, poeta e drammaturgo spagnolo (Barcellona, n. 1879 - New York, † 1946)
- Eduardo Mendoza, scrittore spagnolo (Barcellona, n. 1943)
- Eduardo Montagner Anguiano, scrittore messicano (Chipilo, n. 1975)
- Eduardo Ramos-Izquierdo, scrittore e poeta messicano (Città del Messico, n. 1951)

## Scultori(3)
- Eduardo Bruno, scultore e medaglista italiano (San Marco Argentano, n. 1944)
- Eduardo Chillida, scultore spagnolo (San Sebastián, n. 1924 - San Sebastián, † 2002)
- Eduardo Paolozzi, scultore e incisore britannico (Leith, n. 1924 - Londra, † 2005)

## Tennisti(3)
- Eduardo Bengoechea, ex tennista argentino (Córdoba, n. 1959)
- Eduardo Masso, ex tennista argentino (Bell Ville, n. 1964)
- Eduardo Zuleta, tennista ecuadoriano (Guayaquil, n. 1935 - Guayaquil, † 2024)

## Vescovi cattolici(5)
- Eduardo Boza Masvidal, vescovo cattolico cubano (Camagüey, n. 1915 - Los Teques, † 2003)
- Eduardo Brettoni, vescovo cattolico italiano (Barberino Val d'Elsa, n. 1864 - Reggio Emilia, † 1945)
- Eduardo Davino, vescovo cattolico italiano (Napoli, n. 1929 - Roma, † 2011)
- Eduardo Malaspina, vescovo cattolico brasiliano (Tabatinga, n. 1967)
- Eduardo Poveda Rodríguez, vescovo cattolico spagnolo (Villanueva de Castellón, n. 1925 - Valencia, † 1993)

## Wrestler(2)
- Juventud Guerrera, wrestler messicano (Città del Messico, n. 1974)
- Eddie Guerrero, wrestler statunitense (El Paso, n. 1967 - Minneapolis, † 2005)